# George Armstrong (Fußballspieler)
George „Geordie“ Armstrong (* 9. November 1944 in Hebburn, County Durham; † 1. November 2000 in Hemel Hempstead, Hertfordshire) war ein englischer Fußballspieler und -trainer. Während seiner Spielerkarriere war der Flügelspieler eine langjährige Konstante in der Mannschaft des FC Arsenal in den 1960er- und 1970er-Jahren.

## Sportlicher Werdegang
Der in der Grafschaft Durham geborene Armstrong erlernte gerade den Beruf eines Elektrikers, während er sich parallel dem Fußballsport widmete. Im August 1961 schloss er sich dem FC Arsenal an und startete dort zunächst aus der Mittelstürmerposition. Er wechselte schnell auf die Außenbahn und debütierte bereits im Alter von nur 17 Jahren für die Profimannschaft des Vereins und besiegte dabei am 24. Februar 1962 den FC Blackpool mit 1:0. Obwohl er zunächst nur als Ersatzspieler für Johnny MacLeod und Alan Skirton vorgesehen war, spielte er sich spätestens in der Saison 1964/65 endgültig in die Stammformation, als er während der gesamten Saison nur zwei Spiele verpasste.
Während seiner langen Karriere bei den „Gunners“ war Armstrong einer der beständigsten Fußballspieler beim FC Arsenal, wobei vor allem seine Präzision bei Flanken und Eckbällen geschätzt wurde. Auch für seine unermüdlichen Flankenläufe auf der linken Seite – wo er zumeist eingesetzt wurde – war er während seiner Zeit sehr bekannt. Auf der rechten Seite war er ebenfalls sporadisch im Einsatz und zeigte dort in der Regel eine ähnliche Qualität. Gemeinsam mit nur noch Jon Sammels und Peter Storey war Armstrong der einzige Spieler aus der Trainerära von Billy Wright von 1962 bis 1966, der auch in der anschließenden Ägide unter Bertie Mee, die eine lange titellose Zeit beenden sollte, ein entscheidender Faktor war.
Armstrong verlor mit seinem Verein zunächst in den Jahren 1968 und 1969 zwei Ligapokalendspiele in Serie, führte dann den FC Arsenal aber 1970 zum Sieg im Messepokal und wurde mannschaftsintern zu besten Spieler des Jahres gewählt. Der Höhepunkt seiner Spielerlaufbahn folgte im Jahre 1971, als er mit der englischen Meisterschaft und dem FA Cup das „Double“ gewann. Dabei bereitete er beim Sieg gegen Tottenham Hotspur, der den englischen Ligatitel sicherstellte, den entscheidenden Kopfballtreffer von Ray Kennedy vor.
Obwohl im weiteren Verlauf seiner Karriere weitere Titel beim FC Arsenal ausblieben, war er in den 1970er-Jahren weiter Stammspieler und kam in jeder Saison auf nie weniger als 30 Einsätze. Als er sich im Jahre 1977 aber mit Mees Trainernachfolger Terry Neill überwarf, wechselte er im Sommer für 15.000 britische Pfund zu Leicester City. Für die „Foxes“ spielte er aber nur eine Saison und ließ bei Stockport County 1979 seine Karriere ausklingen.
Aufgrund seiner fünfzehnjährigen Spielerlaufbahn in der ersten Mannschaft des FC Arsenal – zumeist als Stammspieler – besitzt Armstrong einige Bestmarken im Verein. Mit seinen 621 Einsätzen – darunter in genau 500 Ligaspielen – war er zu seiner aktiven Zeit der Spieler mit den meisten Einsätzen in der Geschichte des Klubs. Diese Höchstmarke wurde erst später nur noch von David O’Leary und Tony Adams übertroffen, so dass er heute der Arsenal-Spieler mit den drittmeisten Einsätzen ist. Insgesamt schoss er 68 Tore für Arsenal. Etwas überraschend für einen Spieler mit einer derartig beständig hohen Qualität über einen langen Zeitraum, erhielt er in der englischen Nationalmannschaft nie Berücksichtigung. Obwohl er zuvor in den Jugendauswahlen und der U-21 Englands gestanden hatte, war Armstrong vornehmlich Opfer von Nationaltrainer Alf Ramseys Spielphilosophie, ohne Flügelstürmer agieren zu lassen.

## Trainerkarriere
Nach seinem Rücktritt als Spieler wechselte Armstrong ins Trainergeschäft und arbeitete in der Regel als Kotrainer für eine Reihe von Vereinen – darunter den FC Fulham, Aston Villa, FC Middlesbrough und die Queens Park Rangers. Auch tätigte Armstrong Ausflüge in den ausländischen Fußball, als er in Norwegen den FK Mjølner betreute und später in Kuwait arbeitete. Nach dem Ende seines Engagements im Nahen Osten kehrte im Jahre 1990 auf Initiative seines ehemaligen Mitspielers – und nun Trainer der Mannschaft – George Graham zum FC Arsenal zurück und wurde dort Trainer der Reservemannschaft. Trotz der zahlreichen Trainerwechsel, die der Verein zu dieser Zeit durchlief, arbeitete Armstrong bis zum Ende seines Lebens bei diesem Klub. Am 31. Oktober 2000 brach er während des Trainings nach einem Schlaganfall zusammen und verstarb in den frühen Morgenstunden des nächsten Tages im Krankenhaus.

## Erfolge
- Messepokalsieger: 1970
- Englischer Meister: 1971
- FA-Cup-Sieger: 1971